# Benigno De Grandi
Benigno De Grandi est un footballeur, entraîneur et dirigeant sportif italien  né le 15 juin 1924 à Salsomaggiore Terme et mort le 11 décembre 2014 à Palerme. Il évoluait au poste de milieu de terrain.

## Biographie

### Joueur
Benigno De Grandi commence sa carrière professionnelle avec Fiorenzuola (en), avant de jouer pour Mantova et Seregno. En 1949, il rejoint l'AC Milan, où il fait ses débuts en Serie A le 20 novembre 1949. Avec le club milanais, il remporte un scudetto en 1951 et une Coupe latine la même année.
Pour sa prestance et son élégance hors du terrain, il reçoit le surnom de Fiordaliso de la part d'Aldo Boffi.
En 1951, il signe avec Palerme. Au cours de sa carrière avec Palerme, il a été prêté à l'UC Sampdoria pour la saison 1954-1955. Il a terminé sa carrière avec Palerme après la saison 1956-1957, sans avoir joué cette saison-là.
Au total, durant sa carrière il a accumulé 122 apparitions et marqué 9 buts en Serie A.

### Entraîneur et dirigeant
Après sa carrière de joueur, De Grandi devient entraîneur, débutant avec Spezia en 1964. Il entraîne ensuite Palmese et est entraîneur adjoint à Palerme dans les années 1970. Il devient entraîneur principal de Palerme et réussit à obtenir la promotion en Serie A,.
Il occupe également des postes d'entraîneur dans d'autres clubs comme Taranto FC, Turris (en), et Bolzano. Après sa carrière d'entraîneur, il est directeur sportif et observateur dans plusieurs équipes siciliennes.

### Vie privée
Après sa carrière de joueur, De Grandi a vécu à Palerme. Avec le contrat qu'il a signé avec le club rosanero, il a acheté un hôtel dans sa ville natale, Salsomaggiore Terme. Il a épousé Liliana Pitruzzella, Miss Palerme.
Il est également le père du peintre Francesco De Grandi.

## Palmarès

### Joueur
AC Milan
- Serie A : 
  - Champion : 1950-1951
- Coupe latine :
  - Vainqueur : 1951.